# The Curse of La Llorona
The Curse of La Llorona er en amerikansk overnaturlig gyserfilm fra 2019 instrueret af Michael Chaves

## Medvirkende
- Linda Cardellini som Anna Garcia
- Marisol Ramirez som La Llorona
- Patricia Velasquez
- Raymond Cruz
- Tony Amendola som Fader Perez
- Patrick Thomas som Sean
- Madeleine McGraw som April
- John Marshall Jones som Hankins
- Jaynee-Lynne Kinchen som Samantha